# Џибути на Летњим олимпијским играма 2008.
Џибутију је ово било седмо учешће на Летњим олимпијским играма. Делегација Џибутија, на Олимпијским играма 2008. у Пекингу је била заступљена са двоје такмичара (1 мушкарац и 1 жена) у 1 спорту.
Олимпијска екипа Џибутија је била у групи земаља које нису освојиле ниједну медаљу на овим играма.
Заставу Џибутија на свечаном отварању Олимпијских игара 2008. носио је по други пут, једини досадашњи освајач олимпијске медаље за Џибути бивши атлетичар Ахмед Салах.

## Учесници по дисциплинама
| Спорт     | Мушкарци | Жене | Укупно |
| --------- | -------- | ---- | ------ |
| Атлетика  | 1        | 1    | 1      |
| Укупно(1) | 1        | 1    | 2      |

## Резултати

### Атлетика
Мушкарци
| Атлетичар Лични рекорд | Дисциплина | Група    | Група     | Полуфинале       | Полуфинале       | Финале           | Финале  | Детаљи |
| Атлетичар Лични рекорд | Дисциплина | Резултат | Место     | Резултат         | Место            | Резултат         | Место   | Детаљи |
| ---------------------- | ---------- | -------- | --------- | ---------------- | ---------------- | ---------------- | ------- | ------ |
| Махамуд Фарах 3:39,29  | 1.500 м    | 3:43,62  | 10 у гр 4 | Није се пласирао | Није се пласирао | Није се пласирао | 48 / 50 |        |

Жене
| Атлетичарка Лични рекорд  | Дисциплина | Група    | Група    | Четвртфинале     | Четвртфинале     | Полуфинале       | Полуфинале       | Финале           | Финале  | Детаљи |
| Атлетичарка Лични рекорд  | Дисциплина | Резултат | Место    | Резултат         | Место            | Резултат         | Место            | Резултат         | Место   | Детаљи |
| ------------------------- | ---------- | -------- | -------- | ---------------- | ---------------- | ---------------- | ---------------- | ---------------- | ------- | ------ |
| Fathia Ali Bourrale 12,83 | 100 м      | 14,29    | 8 у гр 4 | Није се пласирао | Није се пласирао | Није се пласирао | Није се пласирао | Није се пласирао | 48 / 85 |        |